# Synsphyronus attiguus
Synsphyronus attiguus är en spindeldjursart som beskrevs av Harvey 1987. Synsphyronus attiguus ingår i släktet Synsphyronus och familjen gammelekklokrypare. Inga underarter finns listade i Catalogue of Life.